# Драматический театр имени Капланяна
Драматический театр имени Грачья Капланяна (арм. Հրաչյա Ղափլանյանի անվան դրամատիկական թատրոն) — муниципальный драматический театр в Ереване, основанный в 1967 году театральным режиссёром Грачья Капланяном. 

## История
Первым был поставлен спектакль «Оптимистическая трагедия» (режиссёр — Грачья Капланян).
Театр переехал в своё нынешнее здание на улице Исаакяна в 1968 году.
В состав труппы входят Артур Утмазян, Гуж Манукян, Грачья Арутюнян, Луиза Гамбарян и другие. С 1986 года художественным руководителем театра является Армен Хандикян.
Репертуар театра включает как классические, так и современные произведения; в театре было поставлено более 100 спектаклей.
Драматический театр является репертуарным театром; в его афише представлены как классические, так и современные произведения. В театре были поставлены более ста спектаклей по произведениям армянской и мировой драматургии.
В 2003 году театр был открыт после годичной реконструкции.
В 2020 году театр вновь был реконструирован.
Театр гастролировал в Грузии, Болгарии, России, Польше, Румынии, Венгрии, Великобритании, США и был удостоен множества премий и наград.
Сейчас репертуар театра насчитывает 20 постановок.